# Bubrežna arterija
Bubrežna arterija (lat. arteria renalis) je velika parna krvna žila u trbušnoj šupljini, grana trbušne aorte, koja okisgeniranom krvlju opskrbljuje bubrege. 
Desna bubrežna arterija obično je duža od lijeve (zato što je trbušna aorta smještena s lijeve strane kralježnici), ponekad ne polaze na istoj razini, a obje prije ulaska u hilus bubrega, dijele se u četiri do pet ogranaka.
Bubrežna arterije u svome toku daje ogranke za nadbubrežnu žlijezdu (donja nadbubrežna arterija, lat. arteria suprarenalis inferior), za masnu čahuru bubrega (lat. rami capsulares) i mokraćovod (lat. rami ureterici). 
Tijek i polaziše bubrežne arterije je vrlo često varijabilan, pa mogu polaziti čak od zajedničke bočne arterije (lat. arteria iliaca communis) ili mogu biti prisutne dodatne (akcesorne) bubrežne arterije.